# Morti nel 1552
| Questa pagina contiene informazioni ricavate automaticamente dalle voci biografiche con l'ausilio del template Bio e di un bot. L'aggiornamento è periodico e automatico e ricostruisce completamente la pagina. Se manca una persona in questa lista, sei pregato di non aggiungerla, ma accertati piuttosto che la sua voce biografica contenga il template Bio e che i dati anagrafici siano correttamente compilati. Se il template Bio manca, inseriscilo tu stesso o, in alternativa, metti l'avviso {{tmp\|Bio}} che ne segnala la mancanza. Se i dati riportati sono sbagliati, correggi direttamente la voce biografica; le modifiche saranno visibili in questa lista entro pochi giorni. Per chiarimenti vedi il progetto biografie. La lista contiene solo le 72 persone che sono citate nell'enciclopedia e per le quali è stato implementato correttamente il template Bio. Pagina aggiornata al 2 mar 2025. |

## Gennaio(3)
- 10 gennaio - Johann Cochlaeus, teologo e umanista tedesco (n. 1479)
- 16 gennaio - Niccolò Gaddi, cardinale e vescovo cattolico italiano (n. 1499)
- 22 gennaio - Edward Seymour, I duca di Somerset, nobile britannico

## Febbraio(6)
- 2 febbraio - Lilio Gregorio Giraldi, umanista italiano (n. 1479)
- 6 febbraio - Enrico V di Meclemburgo-Schwerin, duca tedesco (n. 1479)
- 6 febbraio - Friedrich Nausea, vescovo cattolico tedesco (n. 1496)
- 10 febbraio - Ettore Fregoso, religioso e letterato italiano
- 20 febbraio - Anne Parr, nobile britannica (n. 1515)
- 26 febbraio - Heinrich Faber, compositore e cantore tedesco

## Marzo(1)
- 28 marzo - Guru Angad Dev, scrittore indiano (n. 1504)

## Aprile(7)
- 7 aprile - Bartolomeo Maggi, medico e anatomista italiano (n. 1477)
- 9 aprile - Leandro Alberti, storico, filosofo e teologo italiano (n. 1479)
- 14 aprile - Giovanni Battista Ciocchi del Monte, generale e nobile italiano (n. 1518)
- 18 aprile - John Leland, antiquario e poeta inglese (n. 1506)
- 19 aprile - Olaus Petri, religioso svedese (n. 1493)
- 21 aprile - Pietro Apiano, astronomo, matematico e cartografo tedesco (n. 1495)
- 28 aprile - Yi Gi, politico coreano (n. 1476)

## Maggio(4)
- 9 maggio - Marcantonio Michiel, letterato e collezionista d'arte italiano (n. 1484)
- 25 maggio - Blas Ortiz, umanista spagnolo (n. 1485)
- 26 maggio - Sebastian Münster, cartografo e cosmografo tedesco (n. 1488)
- 28 maggio - Marcello Crescenzi, cardinale e vescovo cattolico italiano

## Giugno(3)
- 10 giugno - Alexander Barclay, poeta britannico
- 11 giugno - Fortunato Martinengo Cesaresco, nobile e letterato italiano (n. 1512)
- 19 giugno - Massimiliano Stampa, nobile italiano (n. 1494)

## Luglio(3)
- 4 luglio - Gaspare Grimaldi Bracelli, doge (n. 1477)
- 15 luglio - Emilio Ferretti, giurista e diplomatico italiano (n. 1489)
- 21 luglio - Antonio de Mendoza, politico e cavaliere medievale spagnolo (n. 1495)

## Agosto(3)
- 2 agosto - Basilio il Benedetto, religioso e santo russo (n. 1468)
- 6 agosto - Claude Jay, gesuita francese
- 6 agosto - Matteo da Bascio, religioso italiano (n. 1495)

## Settembre(2)
- 12 settembre - Alessandra Benucci, nobile italiana (n. 1480)
- 23 settembre - Barbara di Brandeburgo-Ansbach-Kulmbach, nobildonna tedesca (n. 1495)

## Ottobre(5)
- 2 ottobre - Qol-Şärif, politico, religioso e poeta
- 17 ottobre - Gaspar Hedio, storico e teologo tedesco (n. 1494)
- 17 ottobre - Andrea Osiander, teologo e scienziato tedesco (n. 1498)
- 20 ottobre - Renato I di Rohan, condottiero francese (n. 1516)
- 27 ottobre - Galeazzo Pietra, vescovo cattolico italiano (n. 1462)

## Novembre(2)
- 10 novembre - Günther XL di Schwarzburg, conte tedesco (n. 1499)
- 22 novembre - Muzio I Sforza di Caravaggio, nobile italiano (n. 1531)

## Dicembre(8)
- 3 dicembre - Francesco Saverio, gesuita e missionario spagnolo (n. 1506)
- 4 dicembre - Marco Barbavara, nobile e politico italiano
- 9 dicembre - Rodrigo Ronquillo, militare e nobile spagnolo (n. 1471)
- 12 dicembre - Paolo Giovio, vescovo cattolico, storico e medico italiano (n. 1483)
- 13 dicembre - Ippolito da Correggio, nobile e militare italiano (n. 1510)
- 20 dicembre - Katharina von Bora, monaca cristiana tedesca (n. 1499)
- 26 dicembre - Cesare Cybo, arcivescovo cattolico italiano (n. 1495)
- 30 dicembre - Francisco de Enzinas, umanista spagnolo (n. 1518)

## Senza giorno specificato(25)
- Romolo Amaseo, umanista italiano (n. 1489)
- Laurentius Andreae, religioso svedese (n. 1470)
- Claude d'Annebault, generale francese (n. 1495)
- Marco Antonio Antimaco, umanista, letterato e traduttore italiano
- Amico Aspertini, pittore italiano
- Juan de Badajoz il Giovane, architetto spagnolo (n. 1498)
- Lazzaro Bonamico, umanista e scrittore italiano (n. 1479)
- Hélisenne de Crenne, scrittrice, poetessa e traduttrice francese (n. 1510)
- Leonardo Bufalini, architetto italiano
- Pirro Colonna, militare italiano (n. 1500)
- Benedictus Ducis, organista e compositore fiammingo (n. 1480)
- Gualtiero Padovano, pittore italiano
- Giovanni Antonio Lappoli, pittore italiano (n. 1492)
- Giampaolo Manfrone, condottiero italiano (n. 1523)
- Fabrizio Maramaldo, condottiero italiano (n. 1494)
- Bernardo Antonio de' Medici, vescovo cattolico e ambasciatore italiano (n. 1476)
- Musa Muslihuddin, mistico e medico turco (n. 1463)
- Luigia Pallavicini, nobile italiana
- Perino Fiorentino, compositore italiano (n. 1523)
- Gandolfo Porrino, letterato italiano
- Ludovico Rangoni, condottiero italiano
- Bernardo Sancio, vescovo cattolico italiano
- Giampietro Silvio, pittore italiano
- Paolo Della Stella, scultore e architetto italiano (n. 1500)
- Francesco di Pellegrino, pittore e decoratore italiano